# مسح وراثي
المسح الوراثي/الجيني أو الفحص الوراثي/الجيني أو التحر الوراثي/الجيني أو الاستقصاء الوراثي/الجيني ويسمى أيضاً فحص التطفير/تولد الطفراتهو تقنية تجريبية تستخدم لتحديد واختيار الأفراد الذين يمتلكون نمطًا ظاهريًا مثيرًا للاهتمام في مجموعة سكانية مُطفّرة/محورة. وبالتالي فإن الفحص الجيني هو نوع من فحص/تقصي النمط الظاهري. يمكن أن توفر الفحوصات الجينية معلومات مهمة عن وظيفة الجين وكذلك الأحداث الجزيئية التي تكمن وراء عملية أو مسار بيولوجي. في حين حددت مشاريع الجينوم مخزونًا واسع النطاق من الجينات في العديد من الكائنات الحية المختلفة، يمكن أن توفر الفحوصات الجينية رؤى قيمة حول كيفية عمل هذه الجينات.

## روابط خارجية
- Principles of Map-based or Positional Cloning of Plant Genes
- Nature Reviews Genetics Focus: The Art and Design of Genetic Screens